# Koszyce
Koszyce ist eine Stadt im Powiat Proszowicki der Woiwodschaft Kleinpolen in Polen. Sie ist Sitz der gleichnamigen Stadt-und-Land-Gemeinde mit 5400 Einwohnern (Stand 31. Dezember 2020).

## Geschichte
Das Gebiet des heutigen Koszyce war bereits vor rund 5000 Jahren besiedelt, wovon die Grablegung der Opfer des Massakers von Koszyce Zeugnis ablegt.
Koszyce hat ihre Stadtrechte zum 1. Januar 2019 wiedererlangt.

## Gliederung
Zur Stadt-und-Land-Gemeinde (gmina miejsko-wiejska) Koszyce mit nahezu 66 km² gehören neben der Stadt selbst 19 Dörfer mit 18 Schulzenämtern (sołectwa).